# La Galatea
Галатея (ісп. La Galatea) — поема іспанського поета Міге́ль (Міґе́ль) де Серва́нтес Сааве́дра, написана 1583 року. В цій поемі піднята релігійна та політична тема.